# Малкина, Татьяна Аркадьевна
Татья́на Арка́дьевна Ма́лкина (род. 18 августа 1967, Москва) — российская журналистка и телеведущая, колумнист.

## Биография
В 1984 году поступила на факультет журналистики МГУ и в 1989 году окончила его. Работала в секретариате газеты «Московские новости».
С 1991 по 1993 год работала корреспондентом отдела политики «Независимой газеты».
19 августа 1991 задала на пресс-конференции участников ГКЧП вопрос: «Понимаете ли вы, что сегодня ночью вы совершили государственный переворот?». При этом Малкина предложила Янаеву выбрать историческую параллель — с 1917-м или с 1964-м годом, когда от власти был отстранён Хрущёв.
C 1991 года работала в журналистском пуле президента Бориса Ельцина,
В 1993 году в газете «Сегодня», где до 1997 года работала заведующим отделом политики.
С мая 1998 по март 2000 года работала обозревателем газеты «Время МН», с 2000 года по декабрь 2010 года — газеты «Время новостей».
В 2001 году основала и стала главным редактором первого постсоветского толстого журнала «Отечественные записки», первый номер которого вышел в ноябре 2001 года. Журнал выходил до декабря 2008 года.
С марта 2011 года по май 2012 года обозреватель, затем — руководитель отдела культуры газеты «Московские новости».
В марте 2012 года издание журнала «Отечественные записки» было возобновлено. В ноябре 2014 года Татьяна Малкина заявила, что покидает пост главного редактора журнала «Отечественные записки».
До 2002 года работала в журналистском пуле президента Владимира Путина.
Осенью 2002 года уехала в Вашингтон вместе с мужем — Мартином Гилманом, представителем МВФ в России. В 2005 году вернулась.
С марта 2007 по сентябрь 2009 года — ведущая передачи «Ничего личного» на канале «ТВ Центр», посвящённой проблемам культуры и искусства. Была уволена после того, как в своей колонке на сайте Gzt.ru сравнила Москву с «ульем в кепке», а Лужкова назвала «стариком Батуриным», поставив ему диагноз «медовая интоксикация».
Входит в состав жюри премии «ПолитПросвет», основанной в 2011 году Фондом «Либеральная Миссия».
С 6 августа 2019 года — одна из ведущих итоговой информационной программы «Здесь и сейчас» на телеканале «Дождь».